# Rhabdomastix caudata
Rhabdomastix caudata är en tvåvingeart som först beskrevs av William Lundbeck 1898.  Rhabdomastix caudata ingår i släktet Rhabdomastix och familjen småharkrankar. Inga underarter finns listade i Catalogue of Life.